# Tanums kyrka, Akershus
Tanums kyrka (norska Tanum kirke) är en romansk norsk stenkyrka i Tanum, som är byggd omkring 1100–1130.
Mitt på skeppet finns en fyrkantig takryttare med en åttkantig spira, vilken byggdes 1625 av Christoffer Thornebøger. På nordsidan av koret byggdes 1674 en sakristia med en gravkammare under. Under tidigt 1700-tal förlängdes kyrkoskeppet med åtta meter västerut och ett större gravkapell byggdes på nordsidan av skeppet mot sakristian. Under tidigt 1900-tal restaurerades kyrkan.
I kyrkan finns kalkmålningar från 1300-talet och skulpturer från medeltiden, bland annat ett krucifix från 1100-talet och en madonnafigur från 1200-talet. Altartavlan är från 1663 och predikstolen från 1723.

## Harriet Backer och Tanums kyrka
Harriet Backer har förevigat interiören i Tanums kyrka. De mest kända målningarna är Barnedåp i Tanum kirke och Inngangskone.

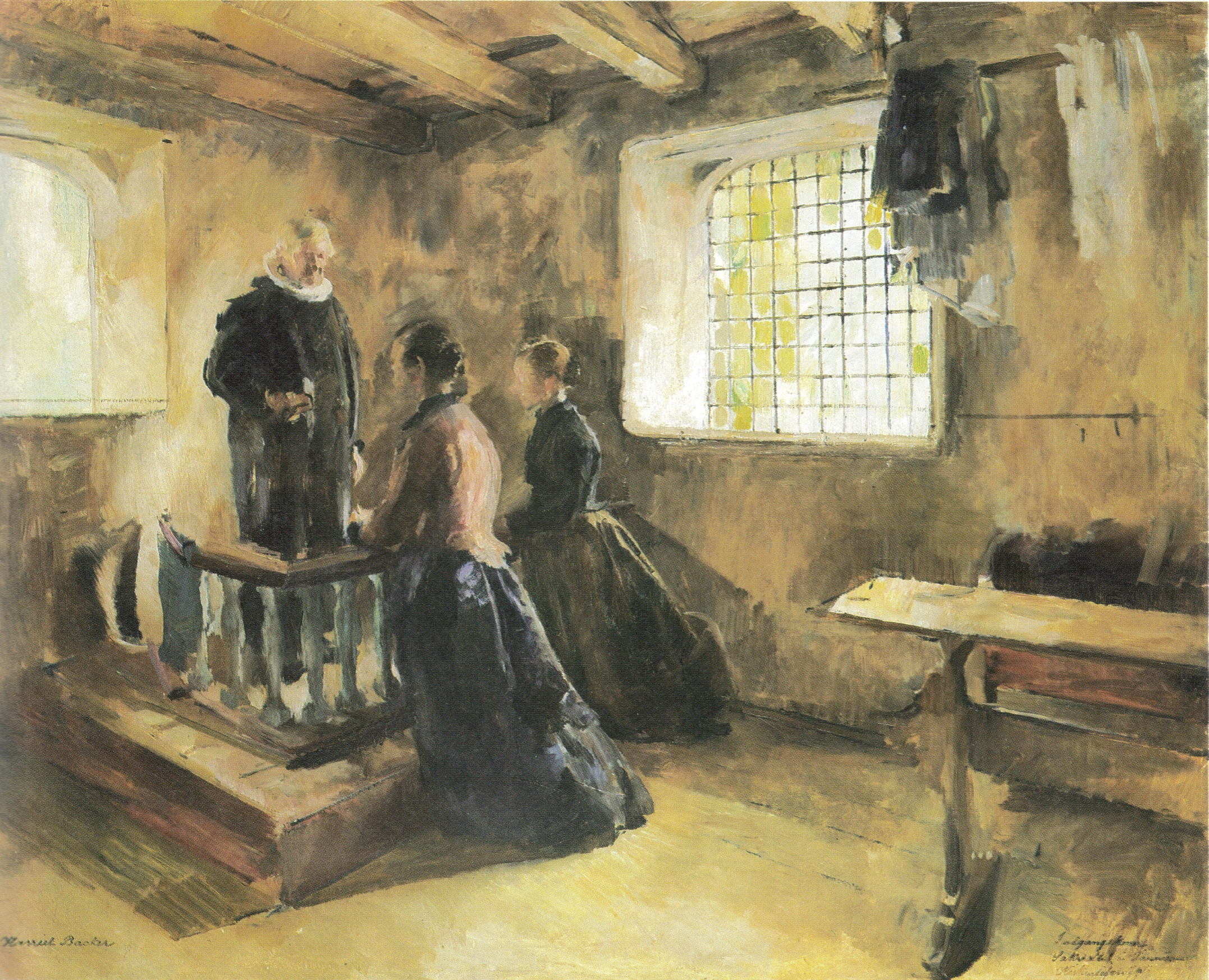
Inngangskoner, målning av Harriet Backer 1892
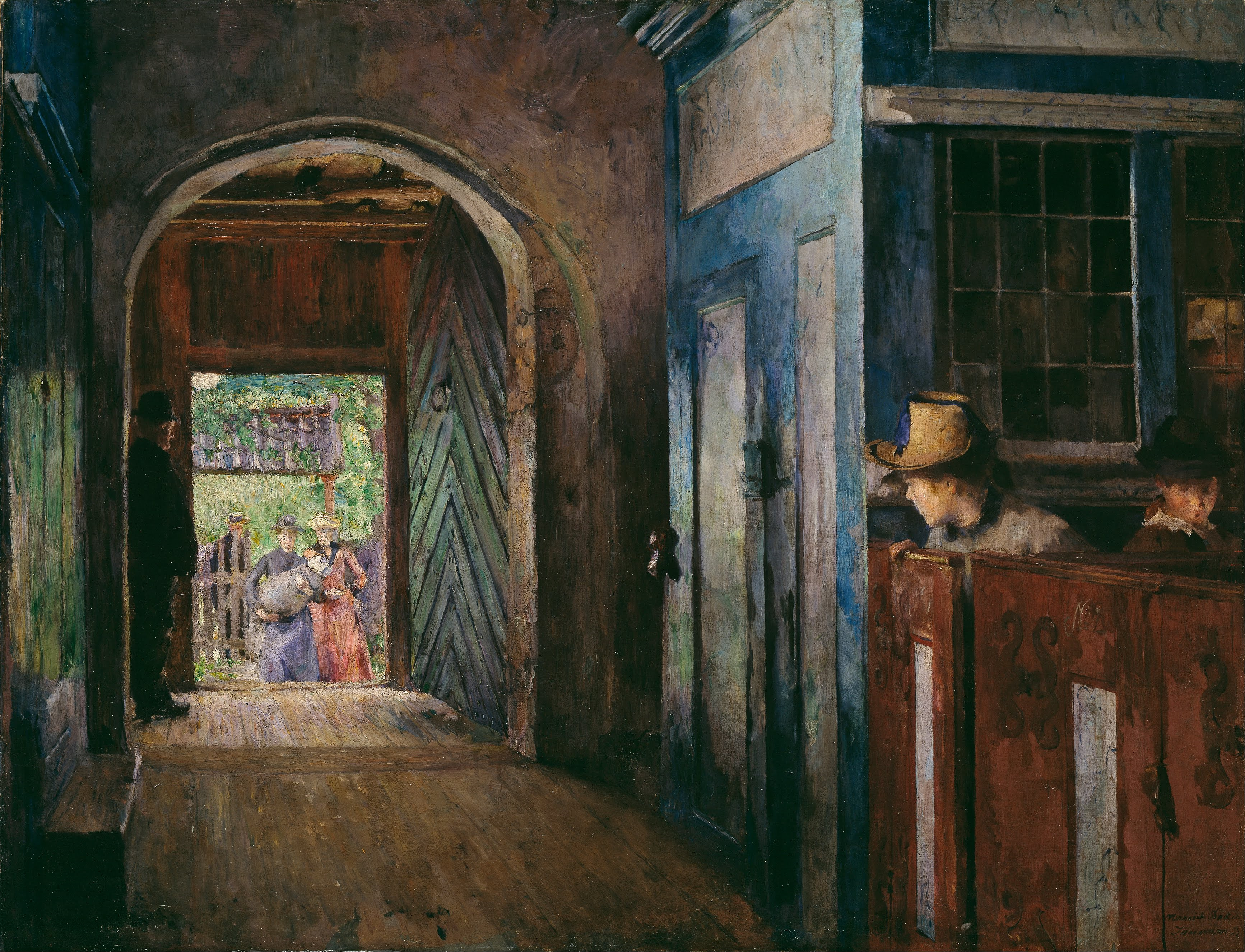
Barnedåp i Tanum kirke, målning av Harriet Backer 1892